# Font del Ninyu
La font del Nen, popularment coneguda com a del Ninyu, és una font pública i monument de pedra situada avui dia als Jardins de Can Mantega, al barri de Sants de Barcelona, catalogada com a bé amb elements d'interès documental (categoria D).

## Història
A la dècada de 1880, el batlle de Santa Maria de Sants Josep Escuder va encarregar una font pública culminada per la figura d'un vailet per a que fos instal·lada a la Plaça d'Osca, que llavors tenia la funció de plaça del mercat i de centre neuràlgic del municipi. Va ser construïda a l'obrador de l'escultor català Agapit Vallmitjana i Barbany i, malgrat el pobre estat de conservació d'alguns dels seus elements, es tracta d'una de les darreres escultures públiques que duu l'escut de la vila, annexionada a Barcelona el 1897.
Des dels seus inicis, el monument fou conegut popularment com a «font del Nen» o com a «font del Ninyu», i això feu que la pròpia plaça rebés també aquest malnom. El segon topònim, més normalitzat en l'imaginari popular santsenc, probablement prové d'un manlleu del terme castellà niño per part d'immigrants instal·lats a Sants a finals del segle xix des de diversos indrets d'Espanya. Aquesta teoria del nom coincideix amb les memòries de l'escriptor i lingüista santsenc Josep Miracle i Montserrat.

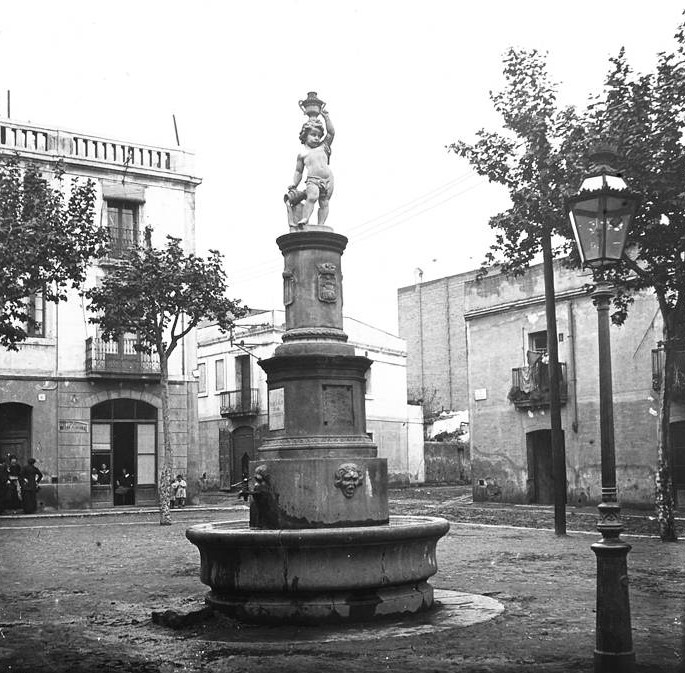
La font del Nen durant la seva etapa a la Plaça de la Constitució (o de Víctor Balaguer), l'any 1915

El conjunt fou instal·lat probablement durant la Festa Major del municipi a l'agost del 1880 o bé 1886, i hi va romandre fins al 1913, quan el Mercat de Sants fou traslladat al seu indret actual, al carrer de Sant Jordi. Aleshores, la font i la seva escultura foren instal·lades a la desapareguda plaça de Víctor Balaguer (també anomenada com a de la Vila i de la Constitució), davant de l'antic Ajuntament de Sants i a l'actual encreuament entre la Rambla del Brasil i el carrer de Sants.
L'any 1969, a causa de la construcció del Primer Cinturó de Ronda (actualment a Ronda del Mig), la plaça fou eliminada de la trama urbana i la Font del Ninyu fos desmuntada i magatzemada en un dipòsit municipal. Un any després, el 1970, el districte de Sants-Montjuïc la reubicà finalment per petició popular als Jardins de Can Mantega, inaugurats el 1962 després de la parcel·lació i urbanització dels conreus de la desapareguda masia homònima.

## Descripció
Té unes dimensions totals de 5,09 m d'alçada per 2,68 m de diàmetre. És coronada per un element escultòric de marbre blanc amb un infant al capdamunt, del qual pren el nom el conjunt.

### Escultura
L'escultura de marbre blanc representa un infant en contrapposto que sosté amb la mà esquerra la nansa d'un càntir que duu al cap. Amb la mà dreta, es repenja sobre un altre càntir tombat d’on hi brolla aigua. Es tracta d'una iconografia al·legòrica del riu, que readapta i combina en el cos d'un nen els conceptes de l'home que duu un gerro del qual vessa aigua i el de la tasca comuna de la dona del segle xix com a portadora d'aigua potable a la llar.

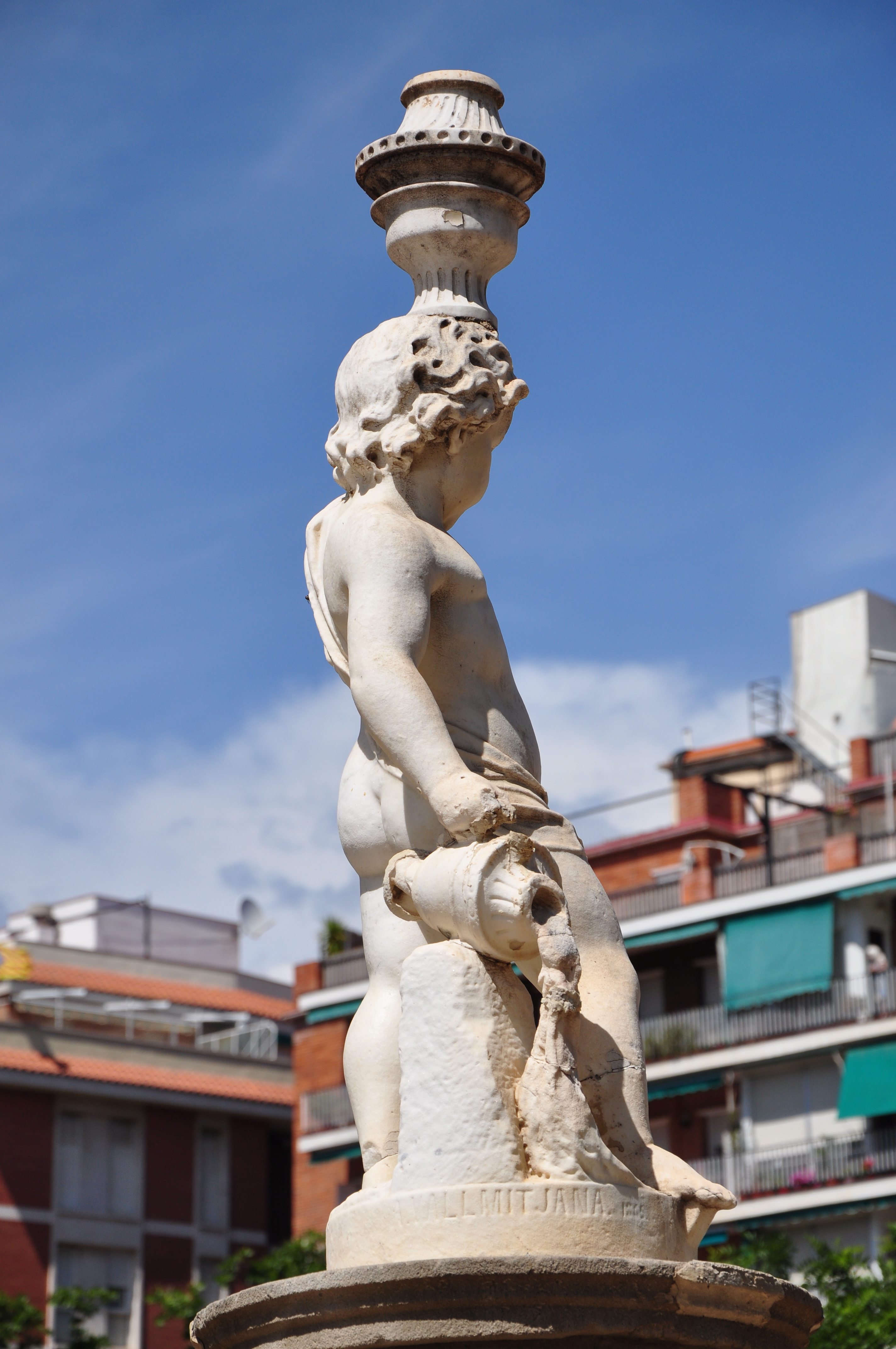
Vista lateral del càntir tombat
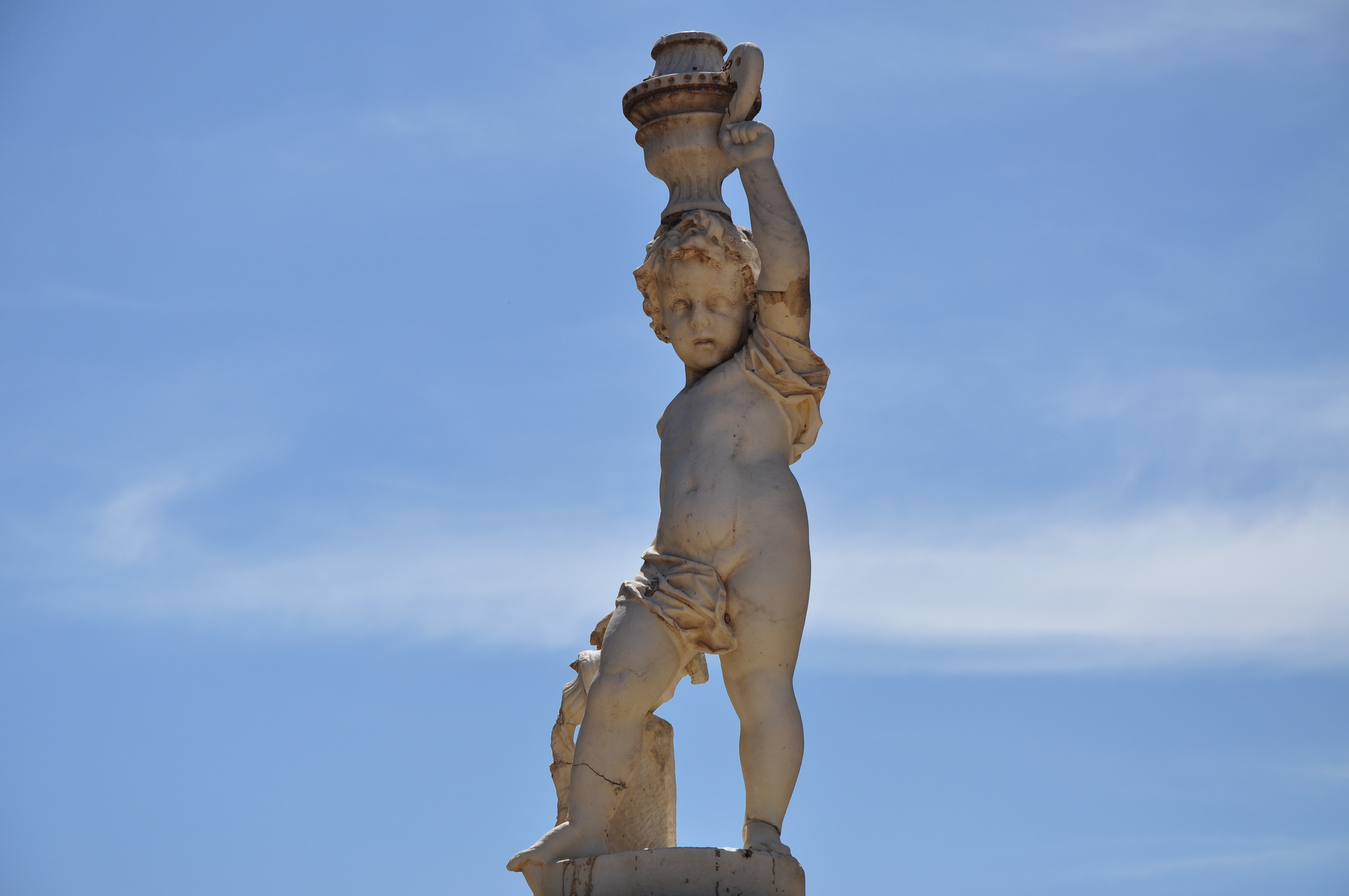
Detall complet de l'escultura del nen
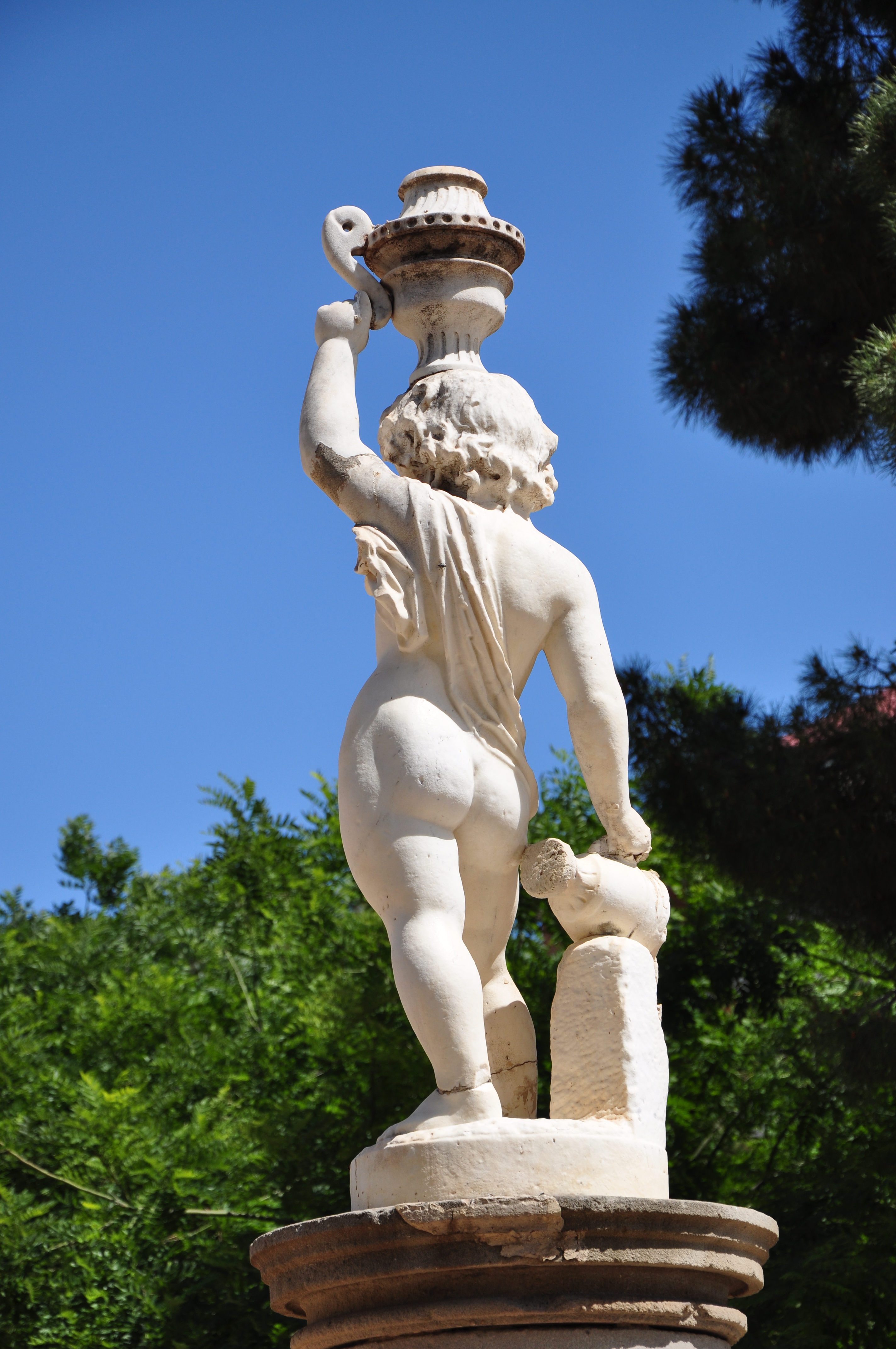
Vista posterior de la figura

La figura, que mesura 1,44 metres d'alçada per 45 cm d'ample i de profunditat, presenta el nom de l'escultor a la part inferior i és considerada d'estil modest, però alhora escenifica «els gestos potents propis» de l'obrador dels Vallmitjana: el cànon estètic de la figura adopta unes mesures en què el cos de la criatura només té l’alçada de tres caps —fet que referma la presència de la figura.

### Font i pedestal
El pedestal que corona la font i que sosté la figura del Ninyu està formada per dues peces diferents de pedra i suma en total 3,65 m d'alçada per 2,68 m de diàmetre. En primer lloc, la base és un cos de planta quadrada amb quatre brolladors les aixetes de les quals sobresurten de les boques d'uns rostres humans esculpits a la pròpia pedra. El segueix un bloc de planta hexagonal per allotjar-hi quatre plaques. Només s'hi allotja una de marbre blanc, que preserva signes de la inscripció original: en majúscules «SIENDO ALCALDE / ELECTO / D. JOSÉ ESCUDER» (en català, traduït com a «ESSENT BATLLE / ELEGIT / EL SR. JOSEP ESCUDER)». El darrer cos té una fesomia similar a una columna toscana i presenta el relleu en pedra de quatre escuts: el de l'antic municipi de Sants (orientat al front de la figura), el de la ciutat de Barcelona (a l'esquerra); el de Catalunya (a la dreta) i l'escut quarterat d'Espanya sense ornaments exteriors (a l'esquena).

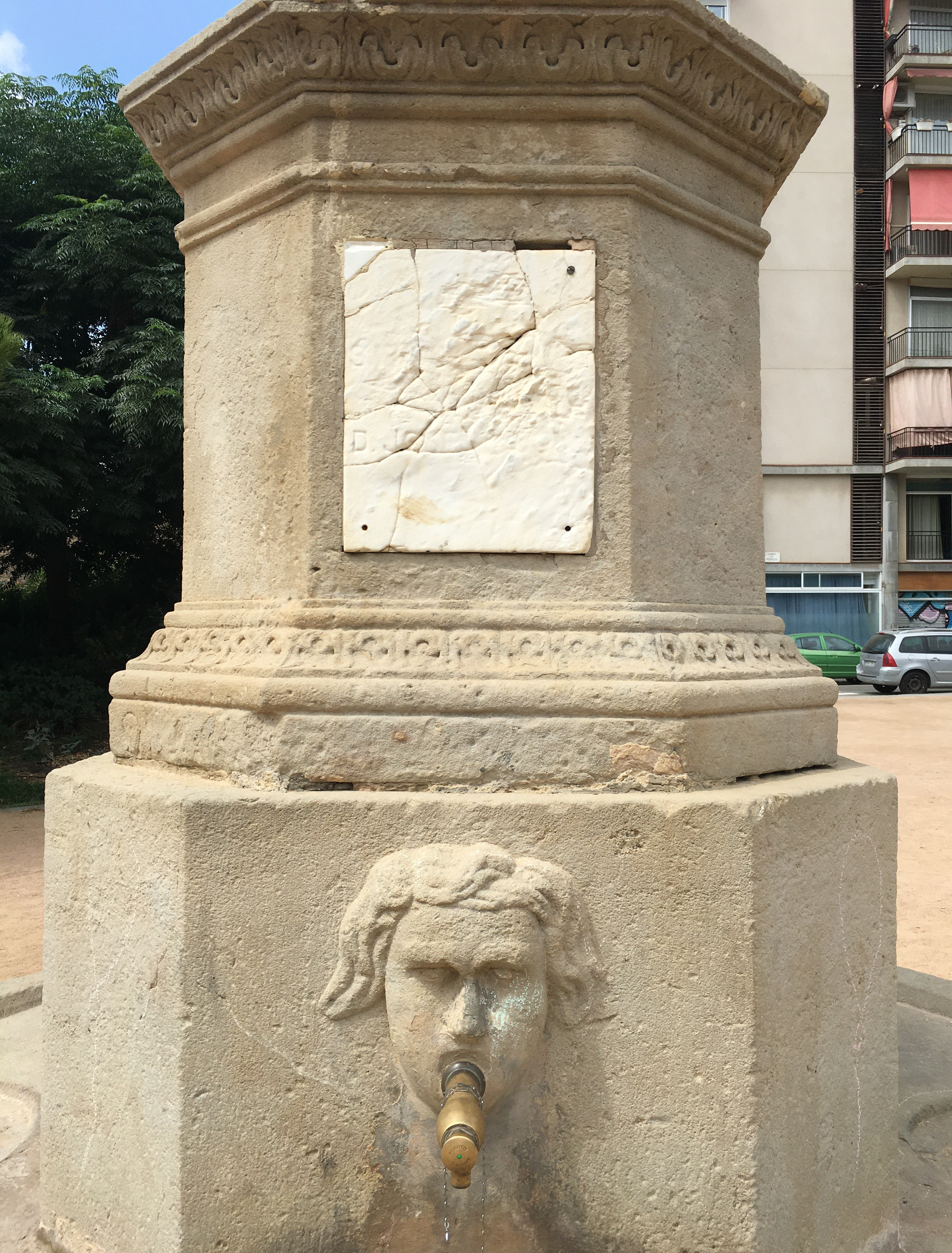
Detall de les dues peces que conformen la font i el tram inferior del pedestal
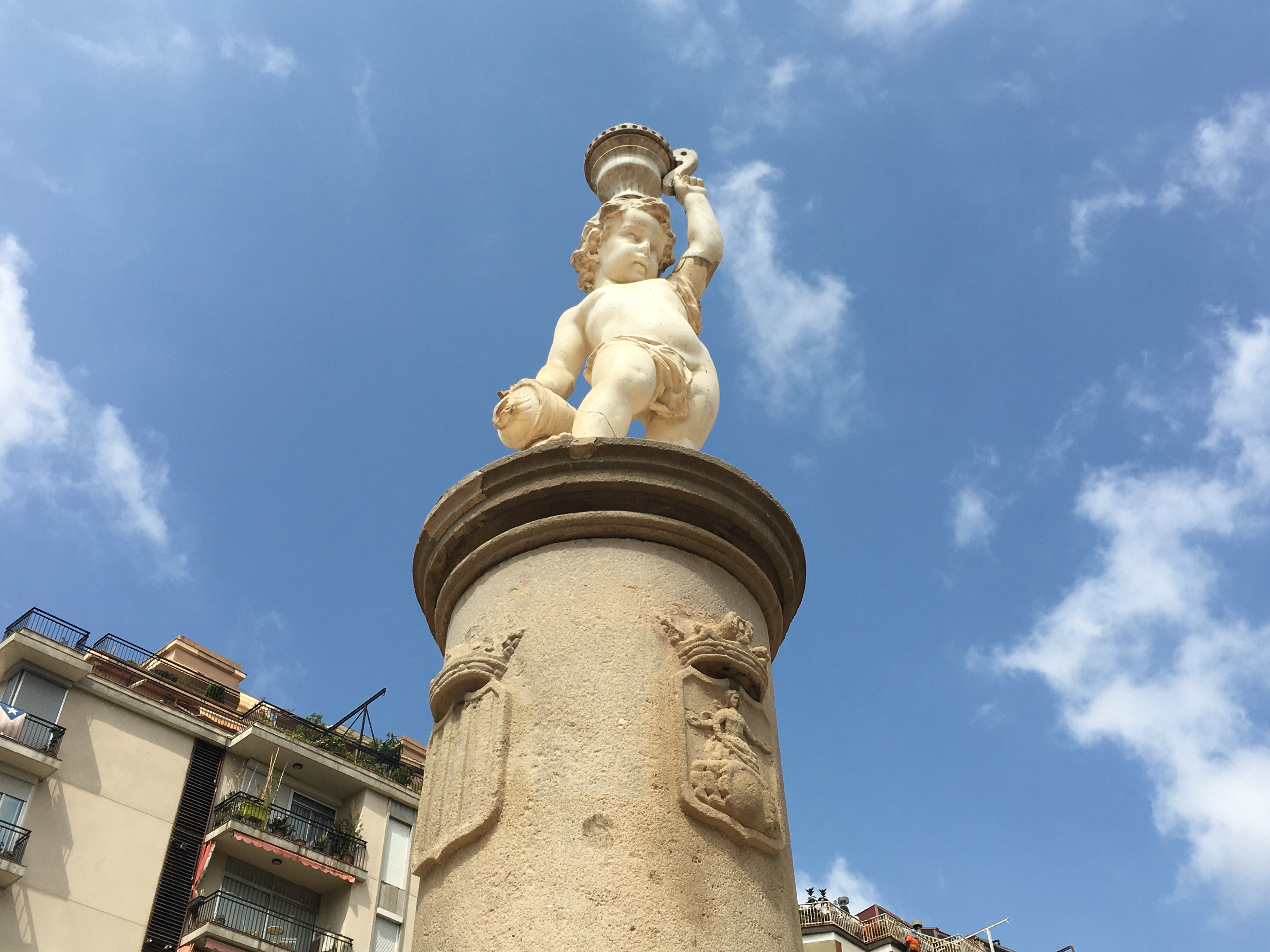
Columna toscana amb dos dels quatre escuts, el de l'antic municipi de Sants i el de Catalunya

## Anàlisi i estat de conservació
Pel que fa al monument, s'ha considerat que la seva ubicació actual desvirtua l'efecte que el conjunt devia produir en la seva ubicació d'origen, la plaça d'Osca —molt més petita i amb una funció d'ús bàsic com l'abastiment d'aigua en un mercat. Sembla que durant una de les seves instal·lacions i desintal·lacions als emplaçaments previs, el monument es va muntar en un ordre diferent a l'inicial i la figura del nen va quedar orientada cap a un brollador diferent, per bé que ara ho fa davant la placa d'inauguració i això no li produeix cap efecte de comprensió de l'obra significatiu.
Quant a l'escultura del nen, per bé que es conserva en un estat raonable, s'hi aprecien diverses fractures i esquerdes (no totes prou esmenades o restaurades). L'estat de conservació no òptim també es fa palès als rostres dels brolladors, que inicialment eren quatre i dels quals només dos són operatius en l'actualitat. Les aixetes que en surten són les estàndard de l'Ajuntament de Barcelona i això devia obligar a repicar la pedra per a poder integrar-les, fet pel qual es van desfigurar parcialment els rostres, que es van reconstruir de manera matussera i sense seguir els criteris historicoartístics.

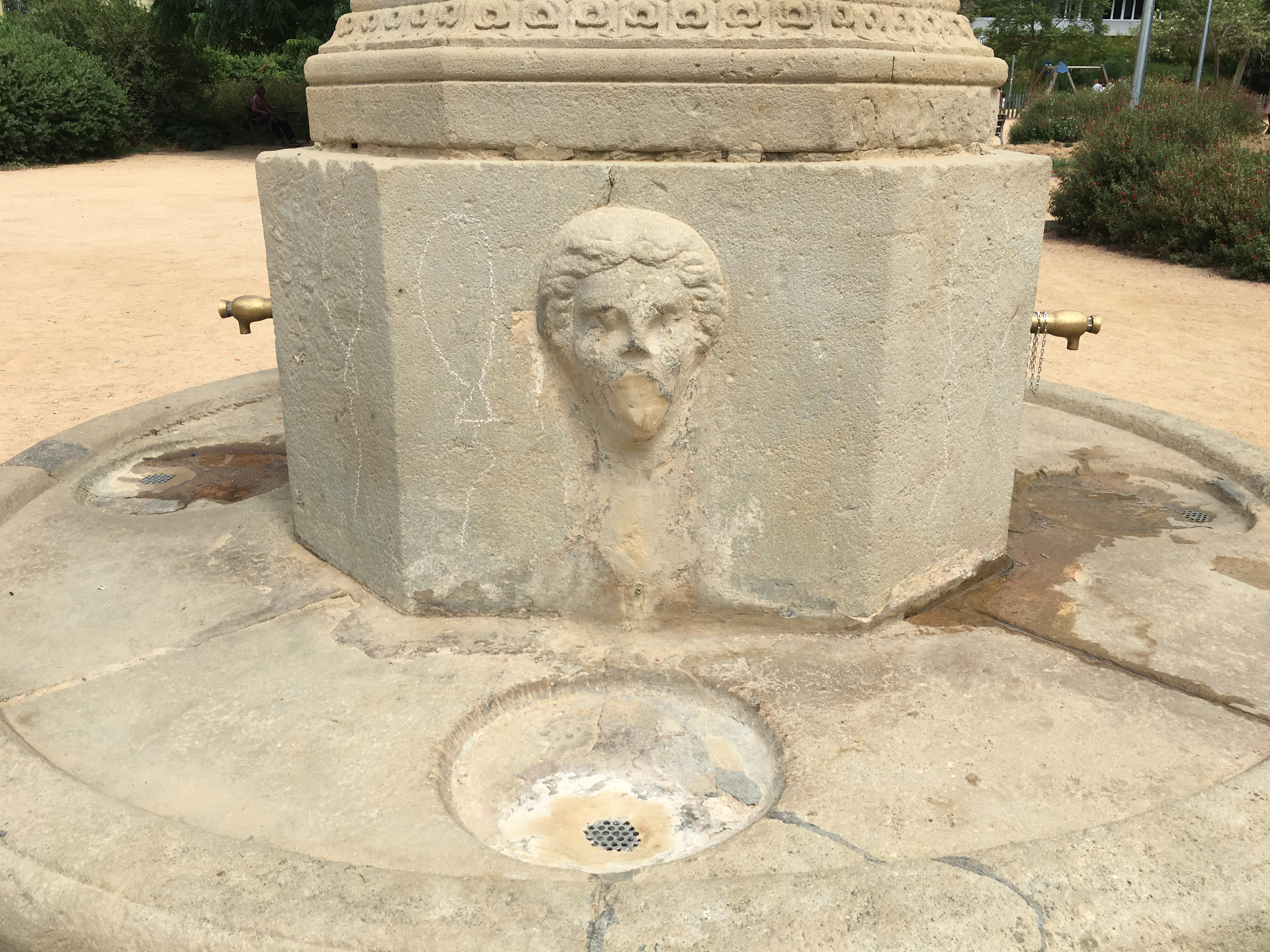
Rostre d'un dels brolladors sense ús, desfigurats i en mal estat
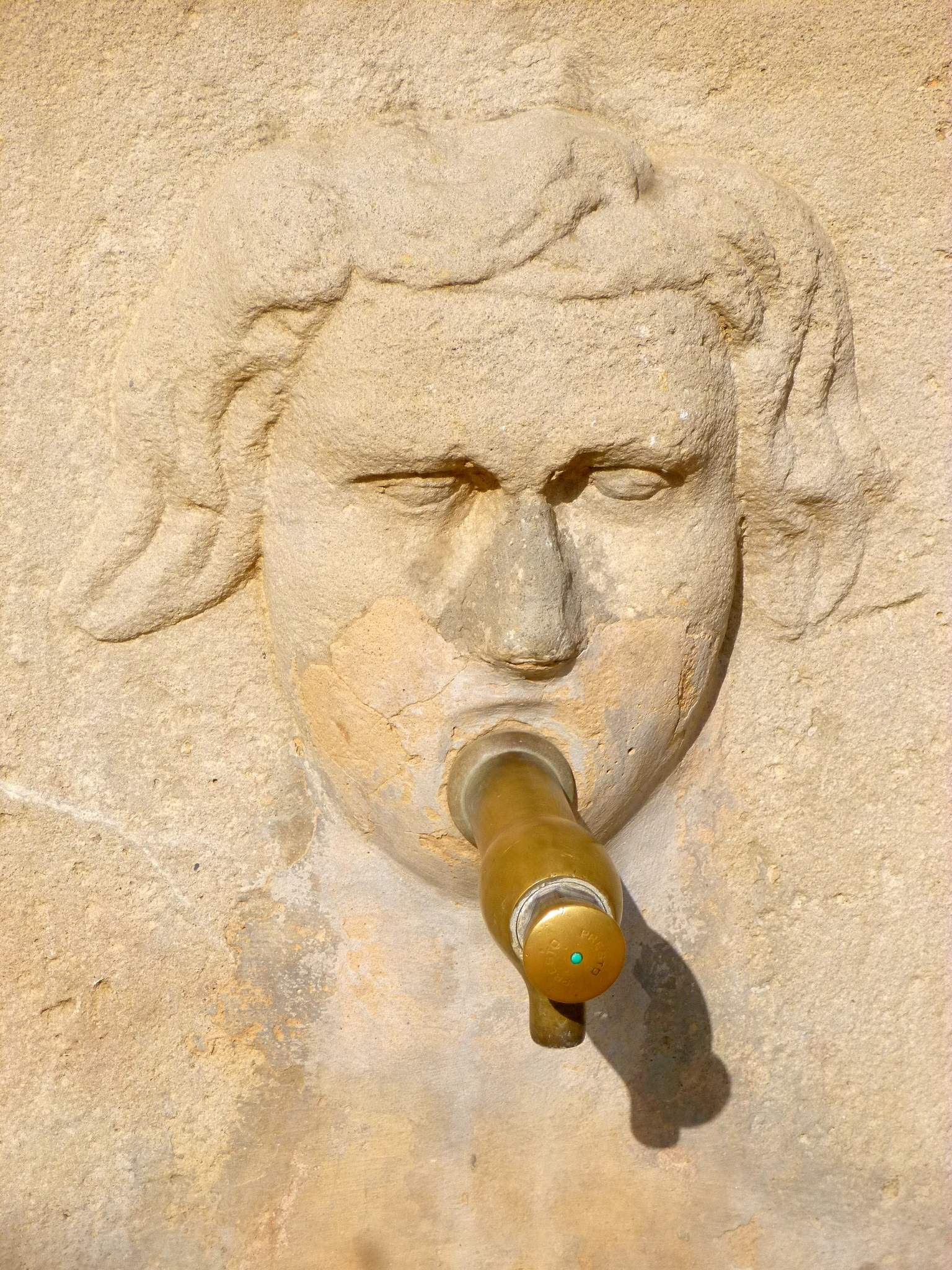
Brollador amb aixeta genèrica i zona malmesa al rostre
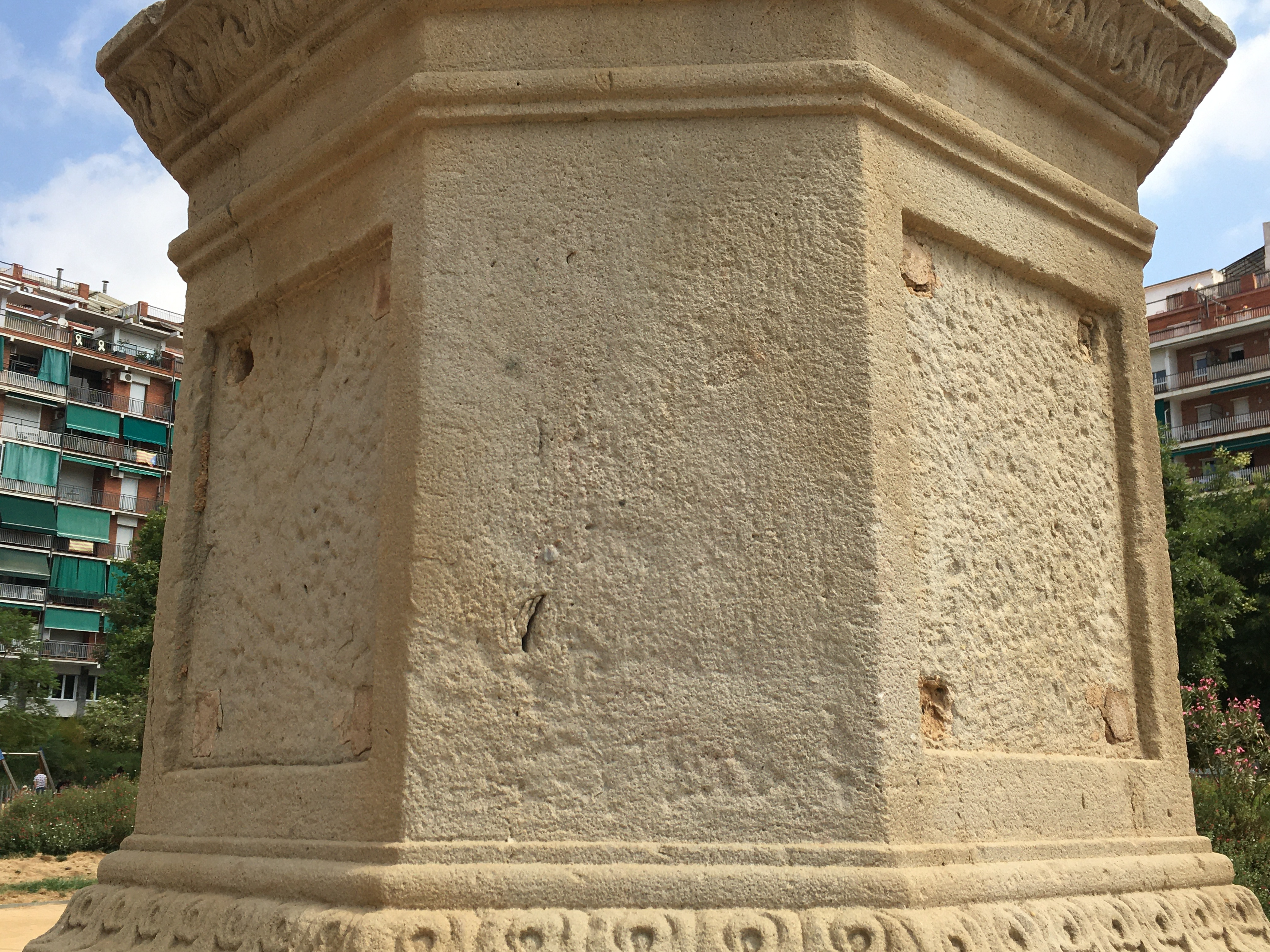
Espais per a plaques buits, en què s'hi aprecien els relleus i sanefes a la pedra

En darrer lloc, la placa de marbre blanc que recorda la seva inauguració ha estat valorada més aviat com a runa romàntica puix que està molt degradada i només s'hi poden llegir tres lletres: «S», «D» i «J».